# 颐龄
頤齡（？—？），鈕祜祿氏，滿洲鑲黃旗人，祖父為乾隆朝駐藏將軍成德，父親為將軍穆克登布。
頤齡初袭父爵，官二等侍卫。頤齡為清宣宗的第三位皇后孝全成皇后之父，后追封一等承恩侯，升隶满洲镶黄旗。被道光帝追封為三等承恩公，谥荣僖。